# Universal Networking Language
Die Universal Networking Language (UNL) bedeutet Universelle Netzwerksprache. Es handelt sich um eine formale, mathematische Sprache. Sie wird als internationales Kooperationsprojekt vom Institute of Advanced Studies (IAS) der Universität der Vereinten Nationen (UNU) in Tokio in Zusammenarbeit mit internationalen Partnern entwickelt. Ziel der Entwicklung ist der Abbau der Sprachbarrieren im Internet. Alle in den Vereinten Nationen vertretenen Sprachen sollen teilhaben.

## Funktionsweise
Einer der größten Vorteile von UNL ist, dass sie nicht erlernt werden muss. Der Autor gibt den Text in seiner Muttersprache über einen Text-Editor ein. Der Informationsgehalt des Textes wird dann über einen Enconverter (Analyseprogramm) automatisch in eine sprachenunabhängige UNL-Syntax übertragen. Diese kann dann in jede natürliche Sprache, für die es einen Deconverter (Umwandlungsprogramm) gibt, sofort übersetzt werden. 
Enconverter und Deconverter werden als Plug-ins des Webbrowsers installiert, sodass die Übersetzung für den Anwender transparent verläuft. UNL ist außerdem in XML einbettbar. 
Die UNL-Syntax enthält folgende Elemente: 
- Universalwörter (Begriffe, deren Bedeutung in jeder natürlichen Sprache existieren)
- Attribute (Eigenschaften der Universalwörter)
- Relationen (Beziehungen zwischen Universalworten, z. B. Orts- und Zeitbeziehungen).

## Einsatzgebiete
UNL ist für grammatikalische Feinheiten und sprachliche Eleganz nicht geeignet, sondern nur für den Informationsgehalt, der in einem Text enthalten ist. Deshalb wird UNL vor allem dort zum Einsatz kommen, wo es um die Übermittlung von Information sowie um das schnelle Erfassen von Information geht, also z. B. bei Produktbeschreibungen oder Bedienungs- und Reparaturanleitungen.
Die Einsatzgebiete lassen sich wie folgt klassifizieren: 
- Übermittlung von Information
- Informationsrecherche, insbesondere Textsuche in fremden Sprachen
- elektronische Dienstleistung und Handel
- weltweite Kommunikation (E-Mail und Chat)